# Platanurida
Genre
Platanurida est un genre de collemboles de la famille des Neanuridae.

## Distribution
Les espèces de ce genre sont endémiques de Nouvelle-Zélande.

## Liste des espèces
Selon Checklist of the Collembola of the World (version du 1er novembre 2019) :
- Platanurida lata Carpenter, 1925
- Platanurida marplesi (Salmon, 1941)
- Platanurida marplesoides Massoud, 1967

## Publication originale
- Carpenter, 1925 : Some Collembola from southern New Zealand. Notes from the Manchester Museum, no 28, p. 1-16.